# Andreas Rutz
Andreas Rutz (* 1974 in Brandenburg (Havel)) ist ein deutscher Historiker. Seit 2019 ist er Inhaber des Lehrstuhls für Sächsische Landesgeschichte an der TU Dresden und seit 2020 zugleich Direktor des Instituts für Sächsische Geschichte und Volkskunde.

## Leben und Wirken
Andreas Rutz verbrachte seine Schulzeit in Brandenburg, Greifswald, Osnabrück und North Huntingdon, Westmoreland County (Pennsylvania). Nach dem Zivildienst in Geldern und Bonn studierte er Geschichte, Philosophie und Klassische Archäologie in Bonn, Paris (Sorbonne) und New York. Von 2001 bis 2004 war er Promotionsstipendiat der Gerda Henkel Stiftung und der Studienstiftung des deutschen Volkes. Von 2004 bis 2005 war er Postdoc-Stipendiat am Institut für Europäische Geschichte Mainz. Er wurde 2005 in Bonn bei Manfred Groten promoviert. Von 2005 bis 2014 war er Wissenschaftlicher Assistent von Manfred Groten am Institut für Geschichtswissenschaft der Universität Bonn, Abteilung für Rheinische Landesgeschichte. 2014 habilitierte er sich mit einer Arbeit zum Thema territoriale Grenzziehungen im Heiligen Römischen Reich.
Er hatte im Wintersemester 2014/15 für Werner Freitag eine Lehrstuhlvertretung an der Westfälischen Wilhelms-Universität Münster für Westfälische und Vergleichende Landesgeschichte, für Manfred Groten im Wintersemester 2015/16 für Rheinische Landesgeschichte in Bonn sowie im Wintersemester 2018/19 und im Sommersemester 2019 eine Lehrstuhlvertretung für Achim Landwehr an der Heinrich-Heine-Universität Düsseldorf. Im Jahr 2018 wurde er Forschungsstipendiat der Gerda Henkel Stiftung. Seit September 2019 ist er Inhaber des Lehrstuhls für Sächsische Landesgeschichte an der TU Dresden. Schwerpunkte in Dresden sind die landesgeschichtliche Genderforschung und die globalgeschichtliche Dimension der sächsischen Landesgeschichte. Seine Antrittsvorlesung im November 2019 befasste sich mit der Landesgeschichte in einer globalisierten Welt. Seit 1. Mai 2020 bildet er zusammen mit Enno Bünz das Direktorium des außeruniversitären Instituts für Sächsische Geschichte und Volkskunde.
Seine Forschungsschwerpunkte sind vergleichende Landes- und Stadtgeschichte, europäische Regionalgeschichte, Herrschaft und Raum, Geschlechtergeschichte, Reformation und Konfessionalisierung und Digitale Geschichtswissenschaft. Landesgeschichtlich hat Rutz zum Rheinland, zu Westfalen, Franken und Bayern gearbeitet. Das Ziel seiner Dissertation war eine „Analyse der Bedeutung religiöser Frauengemeinschaften für die Ausbildung und Entwicklung eines katholischen Mädchenbildungswesens in der Frühen Neuzeit am Beispiel ausgesuchter rheinischer Territorien“. Als Untersuchungsraum behandelte er das nördliche Rheinland (Kurfürstentum Köln, Stift Essen, Herzogtümer Kleve, Jülich, Berg, Reichsstädte Köln und Aachen) in der Zeit von der Reformation bis zur Säkularisation (1802/03). In seiner Habilitation befasst er sich mit der Praxis territorialer Grenzziehungen im mittelalterlichen und frühneuzeitlichen Reich. Er hinterfragt sowohl den von Theodor Mayer beschriebenen Wandel vom Personenverbandsstaat zum institutionellen (und auf Grenzlinien angewiesenen) Flächenstaat „als auch die These einer allmählichen Verengung des Grenzraumes zur Grenzlinie“. In den Mittelpunkt seiner Analyse stellt er die „Akte der Grenzziehung selbst, [...] als Teil der Konstruktion von Räumen, genauer von Herrschaftsräumen“. Der Untersuchungsraum umfasst Westfalen, das Rheinland, Franken und Altbayern. Rutz identifiziert mit der verbalen Beschreibung, der materiellen und symbolischen Markierung sowie der Vermessung und Kartierung vier elementare Verfahren der Grenzziehung. Rutz stellt fest, dass „räumliches und personales Herrschaftsverständnis sich nicht gegenseitig ausschlossen, die Dichotomie von mittelalterlichem Personenverbandsstaat und spätmittelalterlich-frühneuzeitlichem Flächenstaat also kaum der historischen Realität entsprochen haben dürfte“. Er geht vielmehr von einer „Gemengelage von stärker personenverbandlich ausgerichteten Herrschaftspraktiken auf der einen und stärker räumlich – an Grenzen – orientierten Herrschaftspraktiken auf der anderen Seite“ aus. Nach Auswertung von landesherrlichen Akten, gedruckten und handgezeichneten Karten sowie weiterem gedruckten Quellenmaterial kommt er zum Ergebnis, dass von einer „Dualität von personenbezogener und flächenmäßiger Herrschaft“ gesprochen werden muss.
Ein Schwerpunkt aktueller Forschungen befasst sich mit der Teilhabe von Frauen an Macht und Herrschaft im Europa der Frühen Neuzeit. Seit 2019 arbeitet er im DFG-Projekt zum Thema „Weibliche Herrschaftspartizipation in der Frühen Neuzeit. Regentschaften im Heiligen Römischen Reich in westeuropäischer Perspektive“.

## Schriften (Auswahl)
Monographien
- Die Beschreibung des Raums. Territoriale Grenzziehungen im Heiligen Römischen Reich (= Norm und Struktur. Studien zum sozialen Wandel in Mittelalter und Früher Neuzeit. Bd. 47). Böhlau, Köln u. a. 2018, ISBN 978-3-412-50891-3.
- Bildung – Konfession – Geschlecht. Religiöse Frauengemeinschaften und die katholische Mädchenbildung im Rheinland (16.–18. Jahrhundert) (= Veröffentlichungen des Instituts für Europäische Geschichte Mainz. Bd. 210). Philipp von Zabern, Mainz 2006, ISBN 978-3-8053-3589-8.

Herausgeberschaften von Sammelbänden
- mit Joachim Schneider und Marius Winzeler: Kurfürst Johann Georg I. und der Dreißigjährige Krieg in Sachsen (= Spurensuche. Geschichte und Kultur Sachsens. Sonderband 2). Sandstein, Dresden 2024, ISBN 978-3-95498-802-0.
- Die Stadt und die Anderen. Fremdheit in Selbstzeugnissen und Chroniken des Spätmittelalters und der Frühen Neuzeit (= Städteforschung. Reihe A: Darstellungen. Bd. 101). Böhlau, Wien u. a. 2021, ISBN 978-3-412-52105-9.
- Krieg und Kriegserfahrung im Westen des Reiches 1568–1714 (= Herrschaft und soziale Systeme in der Frühen Neuzeit. Bd. 20). V&R unipress, Göttingen 2016, ISBN 978-3-8471-0350-9.
- Das Rheinland als Schul- und Bildungslandschaft (1250–1750) (= Beiträge zur Historischen Bildungsforschung. Bd. 39). Böhlau, Köln u. a. 2010, ISBN 978-3-412-20335-1.
- mit Tobias Wulf: O felix Agrippina nobilis Romanorum Colonia. Neue Studien zur Kölner Geschichte – Festschrift für Manfred Groten zum 60. Geburtstag (= Veröffentlichungen des Kölnischen Geschichtsvereins. Bd. 48). SH-Verlag 2009, Köln 2009, ISBN 978-3-89498-198-3.
- mit Manfred Groten: Rheinische Landesgeschichte an der Universität Bonn. Traditionen – Entwicklungen – Perspektiven. V & R unipress, Göttingen 2007, ISBN 978-3-89971-410-4.
- mit Stefan Elit und Stephan Kraft: Das 'Ich' in der Frühen Neuzeit. Autobiographien – Selbstzeugnisse – Ego-Dokumente in geschichts- und literaturwissenschaftlicher Perspektive (zeitenblicke. Online-Journal für die Geschichtswissenschaften 1 (2002), Nr. 2).

Mitherausgeberschaften von Reihen und Zeitschriften
- Blätter für deutsche Landesgeschichte, seit Bd. 155 (2019)
- Neues Archiv für sächsische Geschichte, seit Bd. 91 (2020)
- Bausteine aus dem Institut für Sächsische Geschichte und Volkskunde, seit Bd. 39 (2020)
- ISGV digital. Studien zur Landesgeschichte und Kulturanthropologie, seit Bd. 2 (2020)
- Kulinarische Ästhetik. Studien zur Geschichte und Kultur des Kochens, Essens und Trinkens, seit Bd. 1 (2025)
- Quellen und Materialien zur sächsischen Geschichte und Volkskunde, seit Bd. 7 (2023)
- Schriften zur sächsischen Geschichte und Volkskunde, seit Bd. 63 (2020)
- Spurensuche. Geschichte und Kultur Sachsens, seit Sonderband 2 (2024)